# Mina de Sangdong
A Mina de Sangdong, localizada na Coreia do Sul é um dos maiores jazigos de volfrâmio do mundo. A mina está localizada a 187 Km de Seul no Município de Sangdong, Condado de Yonwal, Provincia de Gangwon. A viagem desde Seul demora aproximadamente três horas de caminho por auto-estrada e via rápida. Na zona da mina, o clima é de montanha e o verão  é quente e húmido e durante os meses de junho a agosto geralmente as temperaturas atingem um máximo de aproximadamente 30ºC no. A estação fria, estende-se de outubro a março, sendo os meses de inverno de tempo relativamente seco e frio . As temperaturas abaixo de zero ocorrem geralmente entre Dezembro e Março.

## Historia
A descoberta do primeiro afloramento do jazigo de Sangdong foi em Abril de 2016 durante a primeira guerra mundial. Desde essa data até ao fim do período colonial Japonês e restauração da independência coreana em 1945; a exploração do jazigo foi feita pela empresa Japonesa Sorim Mining Corporation.
A mina de Sangdong foi o principal centro extrativo do antigo conglomerado empresarial denominado Empresa Mineira de Volfrâmio da Coreia, mais conhecida internacionalmente pelo nome e siglas em Inglês - Korea Tungsten Mining Co Ltd ("KTMC"). Os principais produtos eram concentrados de volfrâmio (scheelite) e molibdénio que eram produzidos em larga escala e bem conhecidos internacionalmente pela sua pureza. No período entre a guerra da Coreia e o "boom" económico coreano a KTMC foi uma das forças motoras da economia coreana e houve anos em que chegou a representar mais de metade do valor das exportações da Coreia do Sul. Em 1947, na altura em que a mina era gerida por um organismo ligado ao exercito americano, o Instituto de Análise e Pesquisa dos EUA anunciaram que "a qualidade da Korea Tungsten é excepcional e é o standard mundial no mercado do volfrâmio". Durante anos a exploração do jazigo foi intensa mas não conseguiu resistir ao Dumping Chinês que nas décadas de 80 e 90 do Sec. XX forçou o encerramento da quase totalidade das minas de volfrâmio fora da China.
Uma década depois do fecho da mina em 1994, os direitos de exploração foram adquiridos pela empresa australiana Woulfe Mining Corporation através de uma empresa Coreana (Sewoo Mining Corporation) em 2006. Os direitos mineiros são  detidos pela Almonty Korea Tungsten Corporation (que é a antiga Sangdong Mining Corporation). A Almonty Korea é por sua vez detida a 100% pela Almonty Industries que é uma multinacional especializada na produção de produtos de volfrâmio, com sede no Canadá  e centros de produção em Espanha, Portugal, Austrália e Coreia do Sul (Mina de Sangdong, em fase de construção). Esta aquisição foi concretizada pela compra da Woulfe Mining pela Almonty em Setembro de 2015.
Informação técnica completa e pormernorizada sobre a Mina de Sangdong pode ser consultada no relatório externo independente:  REPORT NI 43-101 TECHNICAL REPORT ON THE MINERAL RESOURCES AND RESERVES OF THE SANGDONG PROJECT, SOUTH KOREA

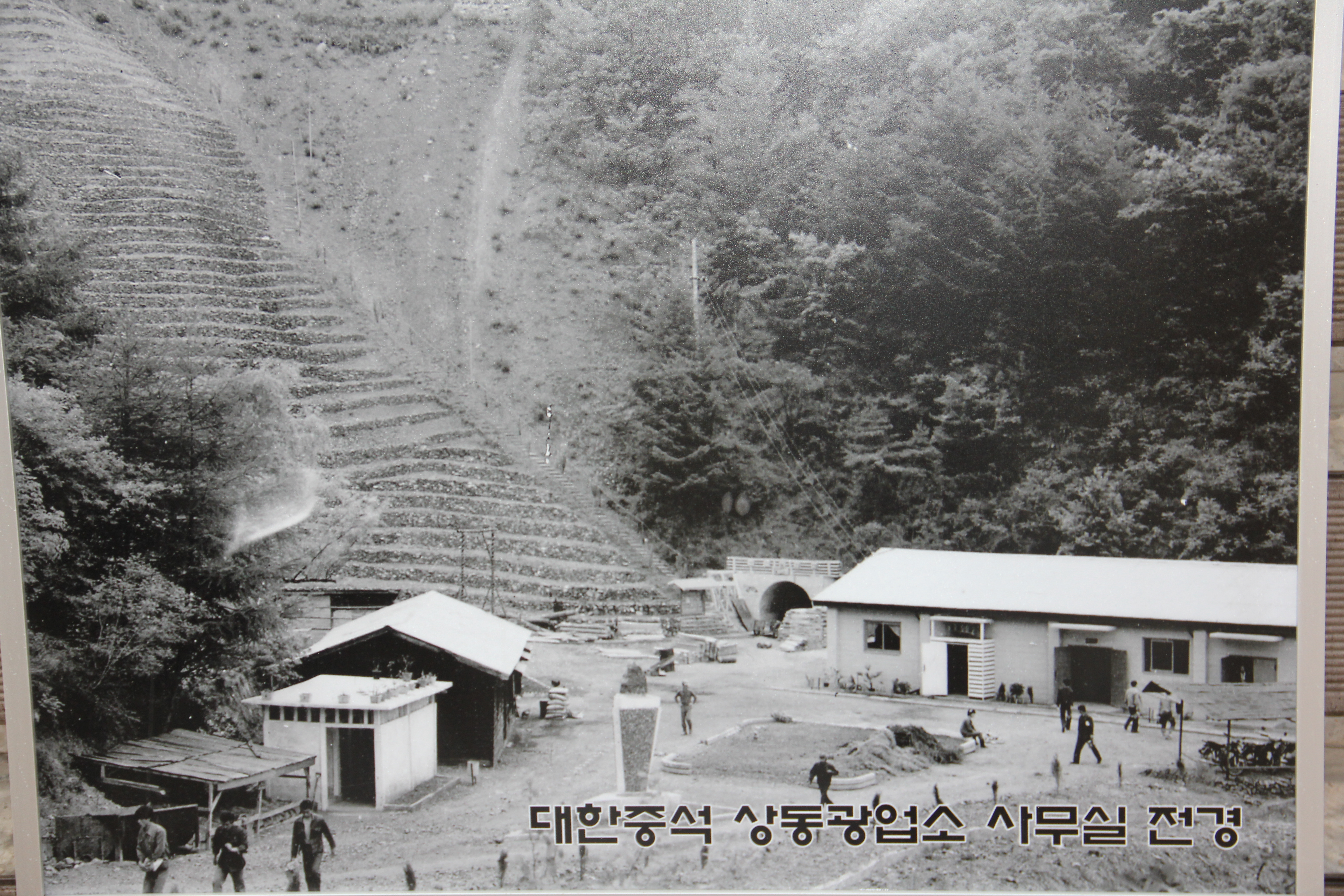
Instalações mineiras do periodo da KTMC na zona do portal do Nível de Taebaek, 684m)

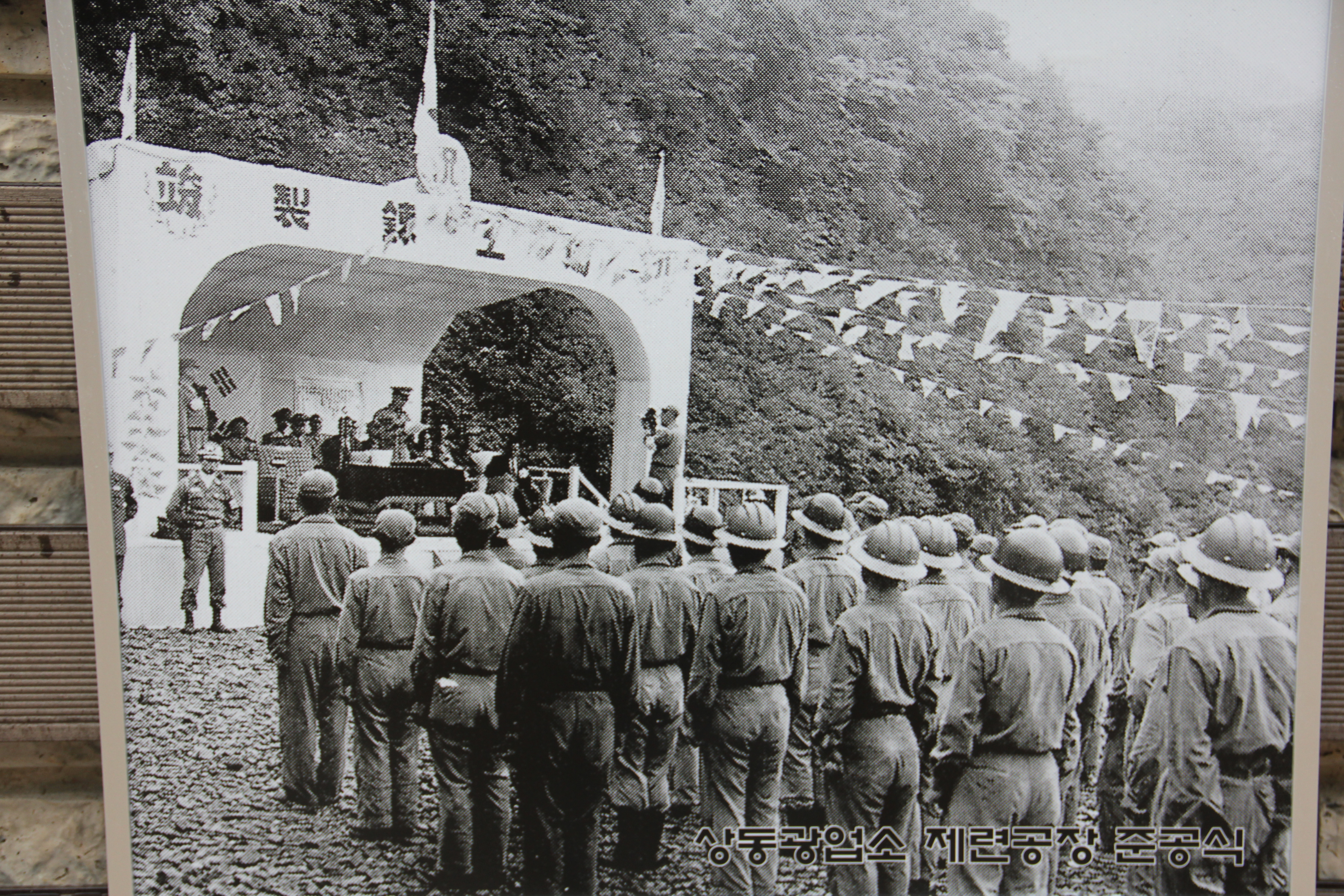
Trabalhadores em formação na cerimónia de inauguração da antiga fábrica de APT

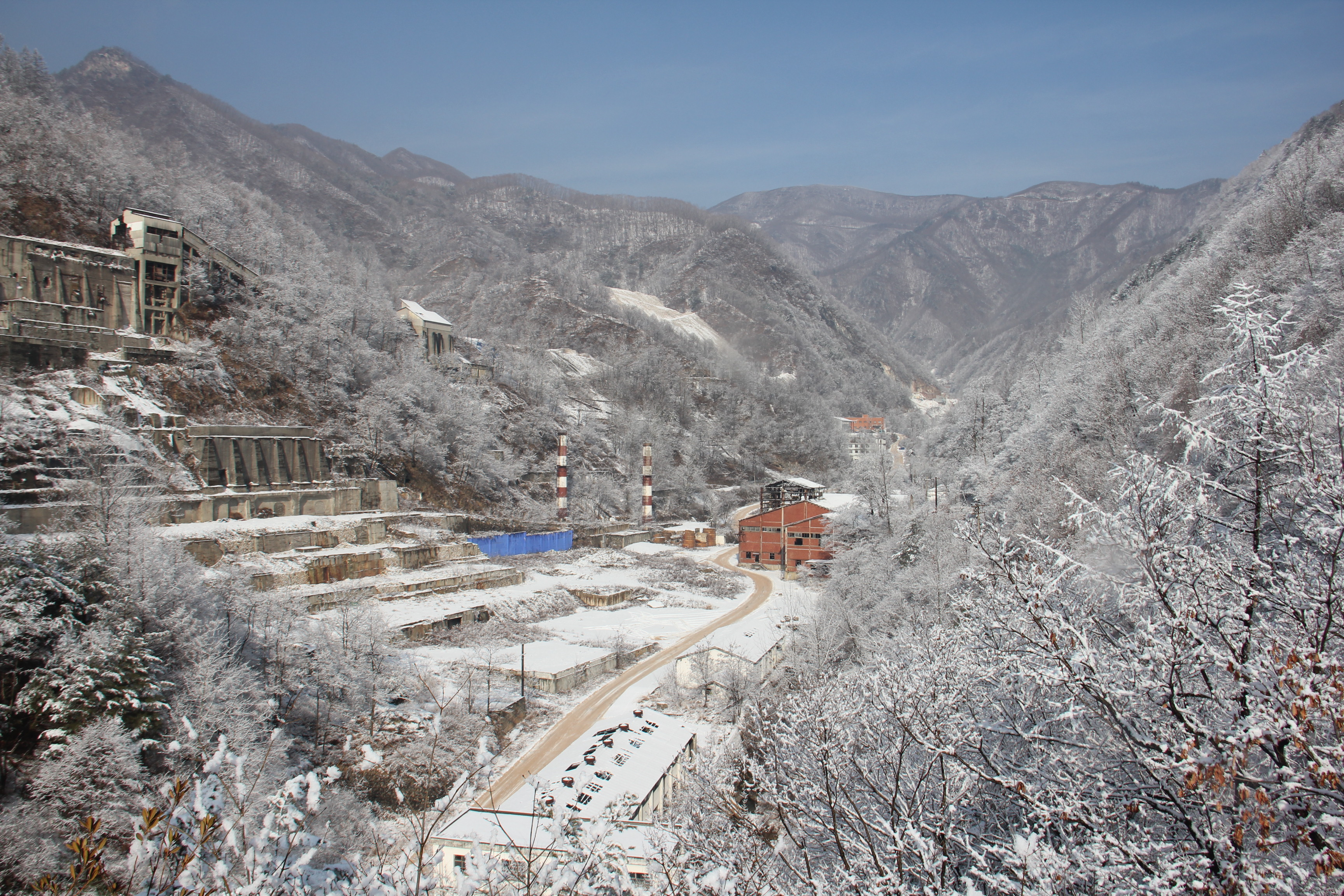
Localização da antiga lavaria no inverno

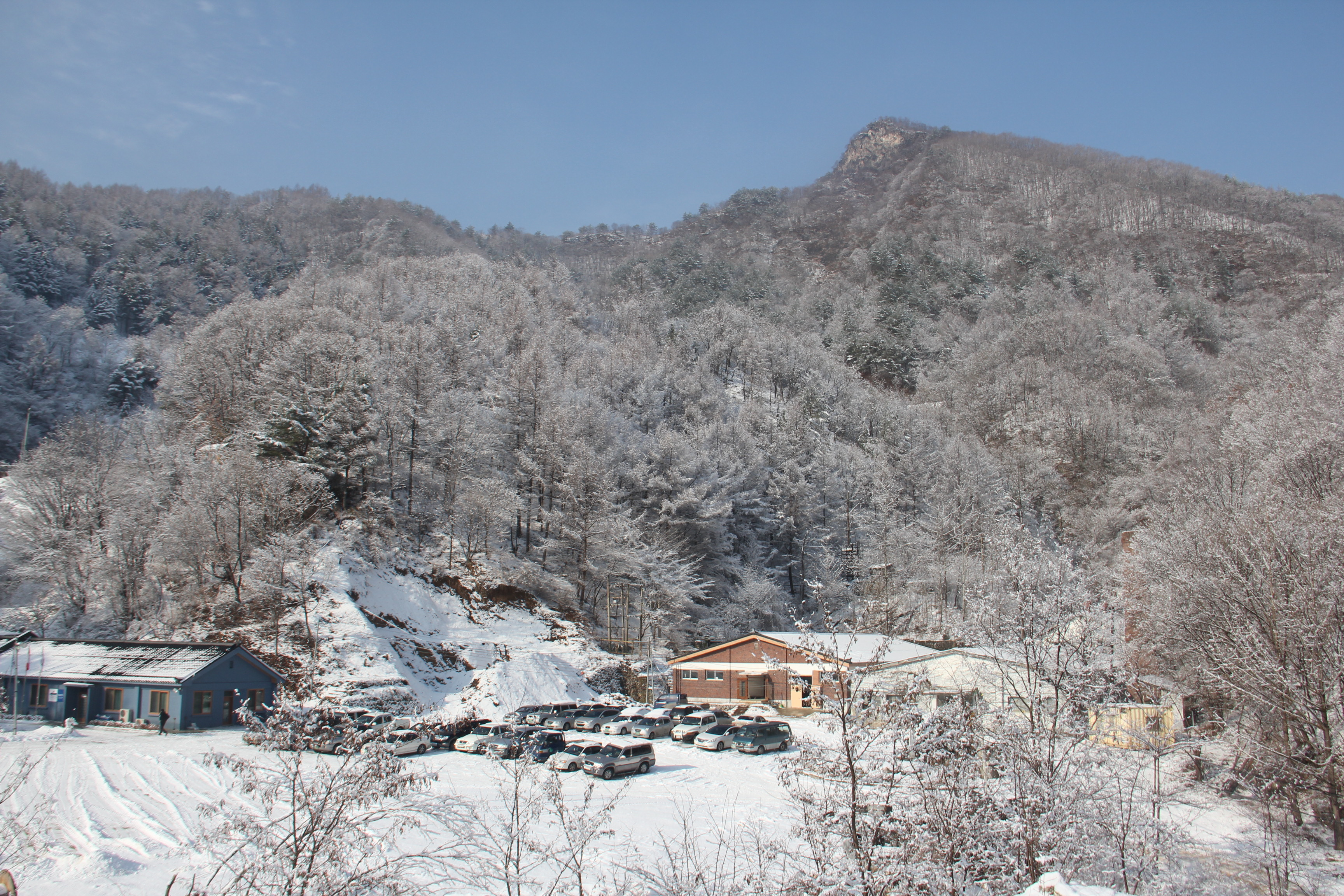
Infraestruturas atuais na Mina de Sangdong

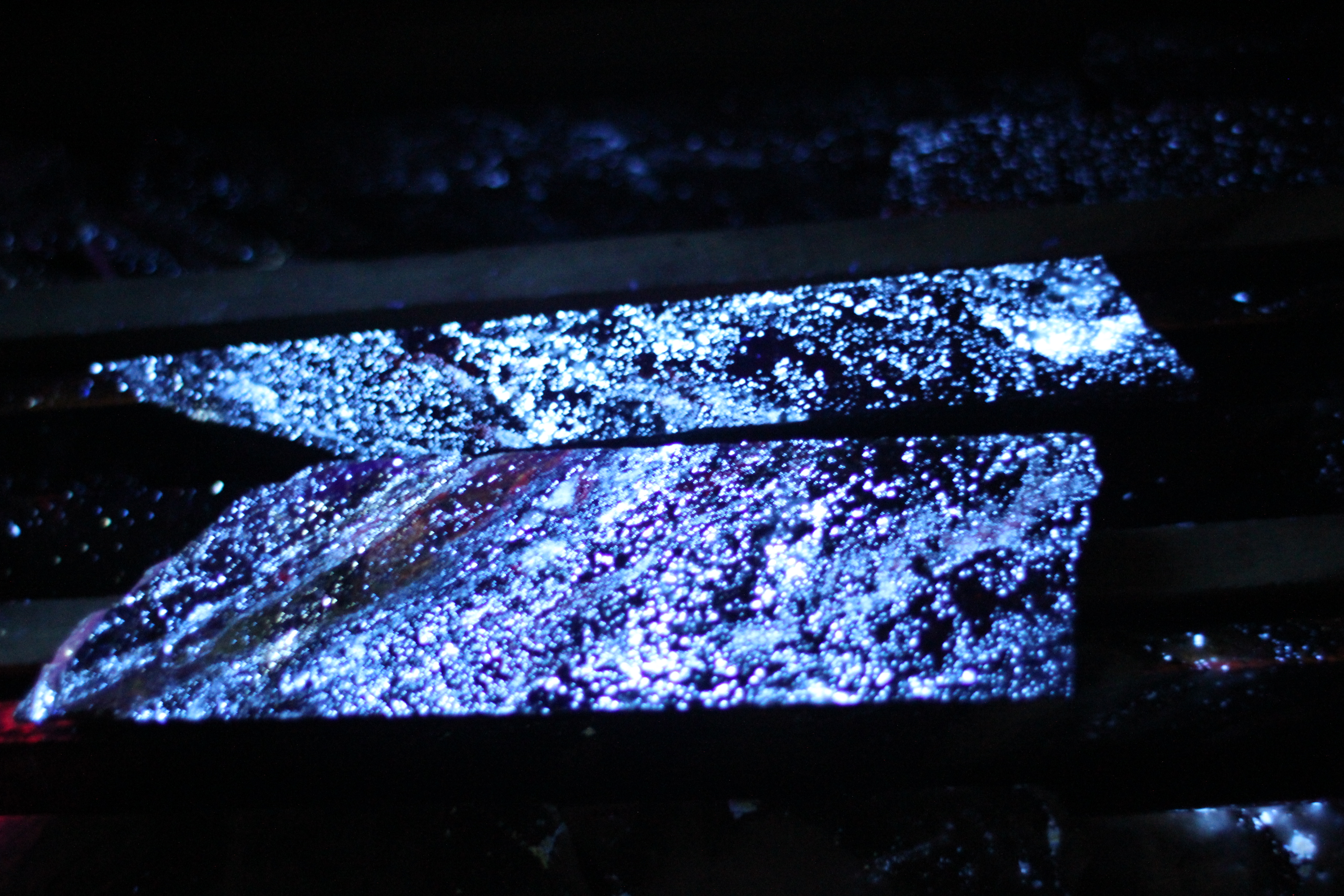
Mineralização em scheelite da Mina de Sangdong

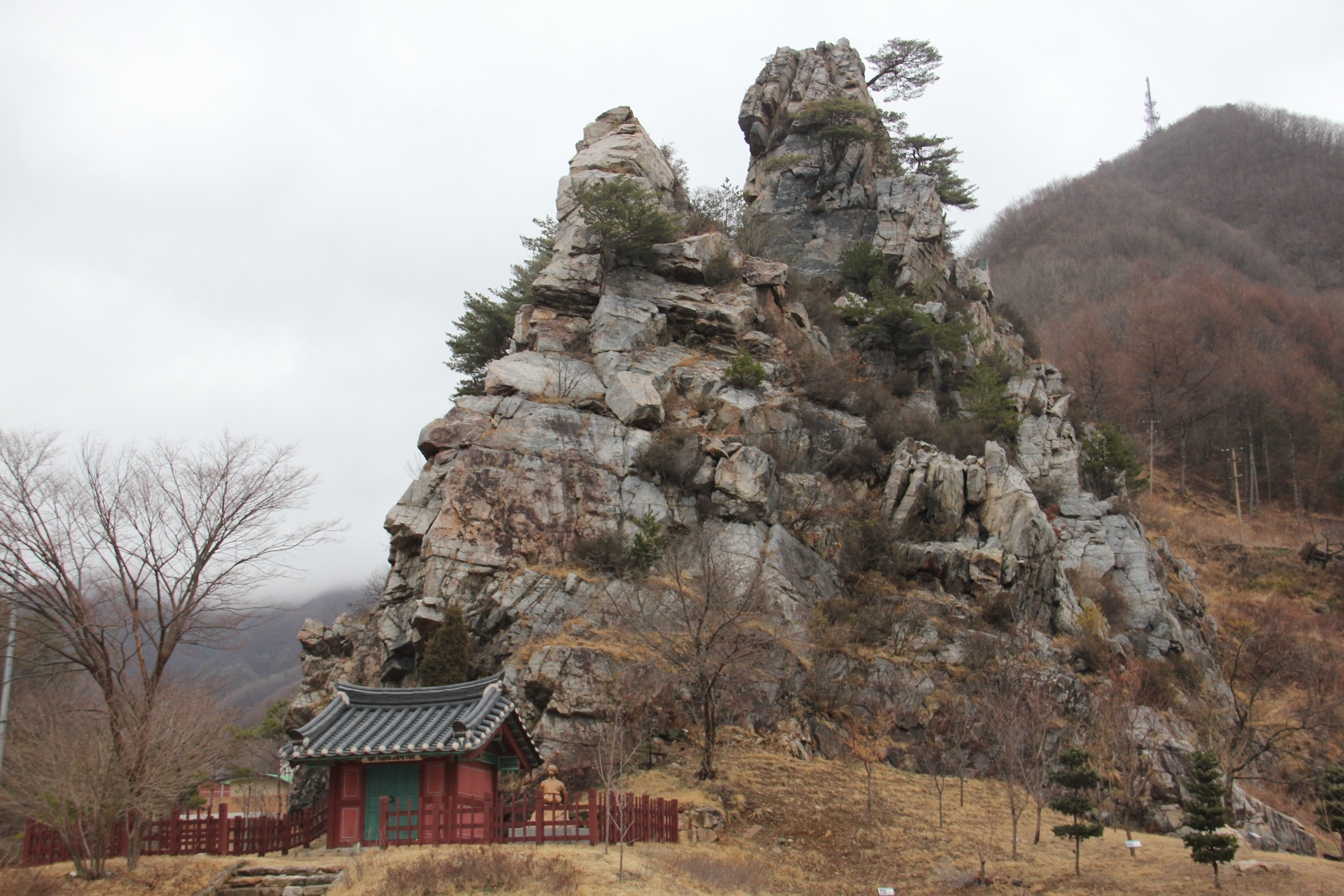
Local de oração no fim da zona urbana de Sangdong, quem vai na direção da mina

### 1916 ~ 1994[4]
| Abr.  | 1916 | Descoberta do afloramento do jazigo pelo Sr.Sunwon Hwang. |
|       | 1930 | Exploração do jazigo pelo método de desmonte por entre pisos (sublevel stoping). |
| Fev.  | 1934 | Aquisição pela empresa japonesa Sorim Mining Corporation. |
| Out.  | 1946 | O nome da empresa mudou de Empresa Mineira de Volfrâmio Sorim para Empresa Mineira de Volfrâmio Joseon. |
| Jan.  | 1947 | Estabelecimento do “standard de qualidade coreano para os concentrados de volfrâmio” por parte do Departamento Nacional de Análises dos Estados Unidos                                                        |
| Fev.  | 1947 | Concentrados de volfrâmio (scheelite) de Sangdong são exportados para os Estados Unidos pela primeira vez. |
| Abr.  | 1947 | Declaração do ministro Archer L. Lerch do governo militar americano referindo-se à “Mina de Sangdong, cuja produção é de 100 ton(mês de concentrados de volfrâmio de alta qualidade e teor acima de 60% WO3”. |
| Out.  | 1949 | O nome da empresa muda de Empresa Mineira de Volfrâmio Joseon para Empresa Mineira de Volfrâmio da Coreia (KTMC).                                                                                             |
| Mar.  | 1952 | Acordo de comercio de volfrâmio entre a Coreia do Sul e os Estados Unidos da América. |
| Set   | 1952 | Estabelecimento oficial Empresa Mineira de Volfrâmio da Coreia,Ltd. |
| Mar.  | 1954 | Fim do acordo de comercio de volfrâmio entre a Coreia do Sul e os Estados Unidos da América sem extensão do mesmo devido a excesso de oferta e baixos preços do volfrâmio no mercado internacional.           |
| Jun.  | 1956 | Abertura da primeira rampa desde o nível de Sangdong. |
| Maio. | 1959 | Finalização da construção da unidade de processamento químico. |
| Jun.  | 1959 | Exploração das unidades a muro da galeria de Sangdong / Galeria de ventilação no nível de Taebaek. |
| Dez.  | 1960 | Finalização do sistema de tubagem para abastecimento de água industrial desde a zona urbana de Sangdong (ribeiro Chilyangee).                                                                                 |
| Set.  | 1961 | Construção da metalurgia de refinação de bismuto. |
| Fev.  | 1962 | Finalização da construção da zona de armazenagem de concentrados. |
| Set.  | 1963 | Construção da câmara de bombagem do Nível -6 e instalação da estação de bombagem de 100 Cv. |
| Fev.  | 1965 | Produção de bismuto metálico. |
| Ag.   | 1965 | Escavação do nível de rolagem de Baegun. |
| Dez.  | 1965 | Escavação do Nível de Taebaek |
| Abr.  | 1966 | Começo dos testes da estação de enchimento com areia (abr.~dez.) |
| Maio. | 1966 | Desmonte experimental e adoção do método de desmonte de "top slicing". |
| Set.  | 1967 | Início da escavação do poço vertical. |
| Out.  | 1968 | Escavação do Nível -11. |
| Dez.  | 1969 | Início da re-extração de zonas de minério nos níveis -1 e -10/ escavação do Nível -12. |
| Maio. | 1970 | Escavação do cruzamento de galerias no Nível -10. |
| Ag.   | 1970 | Construção da segunda lavaria (70ton/dia). |
| Set.  | 1970 | Inundação da mina de Sangdong devido a tromba de água localizada. |
| Dez.  | 1970 | Re-extração de zonas de minério nos níveis -2 e -3 / Instalação de transferência de carga ao Níveis -6,-7,-8,-9 e -10.                                                                                        |
| Maio. | 1971 | Construção de transferência de carga entre as galerias de Baegun e Sangdong. |
| Dez.  | 1971 | Escavação da rampa de ventilação de Sangdong. |
| Out.  | 1972 | Substituição da entivação de madeira por entivação em betão nas galerias. |
| Dez.  | 1972 | Finalização da fábrica de APT(3ton/dia). |
| Abr.  | 1973 | Finalização da rampa nº3. |
| Maio. | 1973 | Início da barragem de rejeitados nº 1. |
| Ag.   | 1975 | Escavação de cruzamento no Nível -16. |
| Fev.  | 1978 | Escavação de cruzamento no Nível -15. |
| Jul.  | 1979 | Deterioração da barragem de rejeitados nº 1 devido a tromba de água localizada. |
| Nov.  | 1979 | Re-extração de minério ao nível da galeria de Jangsan. |
| Abr.  | 1980 | Uso do método de "caldeiro de grande diâmetro" como método de rebentamento na Mina de Sangdong. |
| Agg.  | 1982 | Finalização da 2ª barragem de rejeitados. |
| Fev.  | 1992 | Mudança do nome da empresa de Companhia Mineira de Volfrâmio da Coreia para Companhia de Volfrâmio da Coreia.                                                                                                 |
| Fev.  | 1994 | Fecho da mina de Sagdong. |

### 2006 ~ 2015

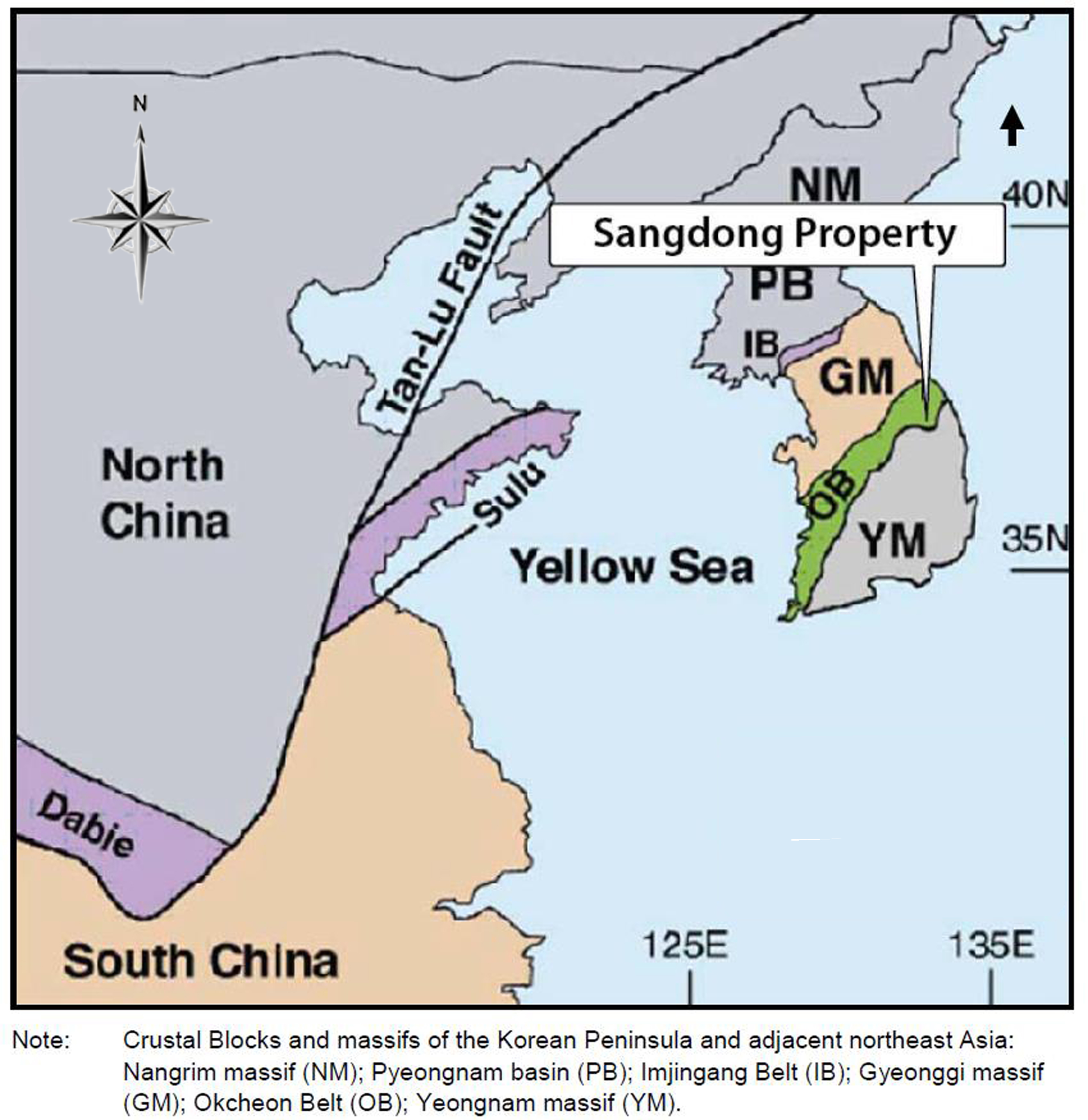
Mapa geológico regional da Peninsula Coreana

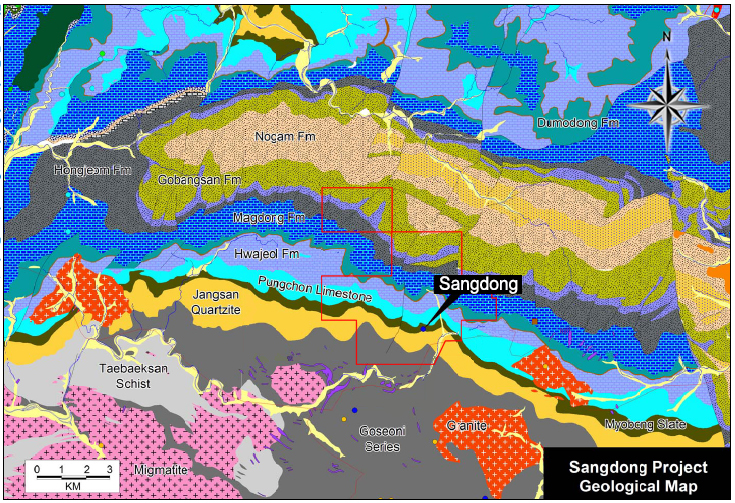
Mapa geológico da zona de Sangdong

| Jun. | 2001 | Concessão mineira de Sangdong registada pela Companhia mineira Sewoo.                                            |
| Jan. | 2007 | Concessão mineira de Sagdong transferida para a "Orient Hard Metals Holdings Korea Corp".                        |
| Mar. | 2010 | A “Orient Hard Metals Holdings Korea Corp.” muda de nome para Empresa Mineira de Sangdong.                       |
| Set. | 2015 | A Woulfe Mining Corp. (detentora a 100% da Empresa Mineira de Sangdong) é adquirida pela Almonty Industries Inc. |

## Geologia local e regional
A geologia regional da Peninsula Coreana, situa-a na margem nascente da plataforma do norte da China um cratão composto por três blocos de idade arcaica; O bloco Nangrim-Pyeongnam, Os maciços Gyeonggi e Yeongnam  que estão separados pelas cinturas Imjingang e Okcheon  de orientação nordeste-sudoeste e idade fanerozoica. A mina de Sangdong situa-se  na parte mais a nordeste da cintura de Okcheon.
A litologia na zona de Sangdong pode ser dividida em três zonas principais no que toca à coluna estratigráfica:
- A formação de Pungcheon (grande unidade calcária)
- A formação de Myobong (xistos e grauvaques com intercalações calcarias)
- O quartzito de  Jangsan

## Mineralização
O minério tungstídeo da Mina de Sangdong é do tipo skarn, em  camadas originariamente calcárias das formações de Pungcheon e Myobong (Câmbrico) que foram skarnificadas pela ação de um granito biotítico que se situa a uma profundidade superior a 700m e que foi confirmado por sondagens profundas. O quartzito de Jangzang na zona abaixo da mineralização de volfrâmio, contem um jazigo de molibdénio tipo stockwork de grandes dimensões e ainda pouco reconhecido.
As camadas skarnificadas e mineralizadas em volfrâmio definem-se conforme a sua posição estratigráfica em relação ao "Main" que foi o horizonte principal durante a fase de exploração histórica. Pode-se assim esquematizar as zonas mineralizadas em:
- Hangingwal - Camada de teto (formação de Pungcheon). Chega a atingir 70m de possança.
- Main - Camada principal ((junto a contacto entre formação de Pungcheon e de Myobong). É de maior teor e onde se deu a maior parte da exploração histórica.
- Footwall layers - As cinco camadas mineralizadas de muro (formação de Pungcheon e Myobong).  As melhor reconhecidas são as nº 2 e 3 que tem possanças médias na ordem dos 4m.

As camadas onde se encontram as zonas mineralizadas em volfrâmio tem direção Este-Oeste e mergulham entre 15 a 30º para Norte. A extensão lateral varia entre 1.3 e 1.5Km.